# Eremaeozetes sabinae
Eremaeozetes sabinae ist eine Hornmilbe aus der Familie der Eremaeozetidae, die auf der Insel Molokai, Hawaii, gefunden wurde. Sie lebt auf der klimatisch trockenen Seite der Insel, in Waldstreu in der Nähe von Sandstränden. Das Artepithet sabinae ehrt Sabina Fajardo Swift vom Bernice Bishop Museum in Honolulu, Hawaii.

## Merkmale
Die Länge der Weibchen von Eremaeozetes sabinae beträgt 440 bis 455 Mikrometer, die etwas kleineren Männchen erreichen 405 bis 430 Mikrometer.
Wie die meisten anderen Arten der Gattung Eremaeozetes ist auch Eremaeozetes sabinae von einer dicken Cerotegumentschicht umhüllt. Dies ist eine Sekretschicht, die auf dem Panzer vieler Hornmilben ausgeschieden wird. Diese Schicht ist hell- bis dunkelbraun gefärbt. Nach dem Entfernen des Ceroteguments erscheint die Oberfläche netzartig. Der sklerotisierte dorsale Oberteil des Opisthosomas, der Notogaster, hat eine ovale Form. Der vordere Rand des Notogasters ragt weit nach vorne. Der zentrale Teil ist breit und erhöht mit seitlichen läppchenförmigen Ausdehnungen. Vom zentralen Teil aus ziehen Längsrippen in Richtung der hinteren Kante des Notogasters. Die Bereiche zwischen den erhöhten Ausdehnungen erscheinen als halbkreisförmige Vertiefungen.
Eremaeozetes sabinae hat unbewegliche Pteromorphen. Bei manchen anderen Arten der Hornmilben sind sie dagegen beweglich, sodass sie mit der eigenen Muskulatur, die Beine darunter zurückziehen können.
Eremaeozetes sabinae ähnelt morphologisch in vielen Aspekten Eremaeozetes machadoi, einer verwandten Milbe, die 1989 aus Angola beschrieben wurde. Beide Arten gehören zu einer Gruppe mit Längsrippen und seitenlappigen Fortsätzen auf dem Notogaster. Unterschiede zwischen beiden Arten sind vor allem in der Form und Struktur dieser Notogastrallappen zu finden sowie in der Oberflächenstruktur der Ventralplatte. Vor der Genitalplatte besitzt Eremaeozetes machadoi eine kleine undeutliche, dreieckige und verhärtete Schuppe, Eremaeozetes sabinae dagegen eine gut entwickelte.
Eremaeozetes sabinae gehört neben Eremaeozetes machadoi zu einer Gruppe wahrscheinlich nahe verwandter Arten innerhalb der Gattung Eremaeozetes, für die der Name Eremaeozetes-reticulatus-Gruppe vorgeschlagen wurde. Sie umfasst außer den genannten Arten auch Eremaeozetes araucana, E. lineatus, E. louisae, und E. nasutus.

## Fortpflanzung
Eremaeozetes sabinae pflanzt sich sexuell fort. Sexualdimorphismus konnte bis jetzt nur in der Körpergröße sowie in sichtbaren Geschlechtsmerkmalen (Legeröhre der Weibchen, Eier) festgestellt werden.